# Racismo nos Estados Unidos
O racismo e a discriminação étnica nos Estados Unidos têm sido um grande problema desde a época colonial e escravista do país. Privilégios e direitos legais ou socialmente sancionados eram dados aos estadunidenses brancos, mas não eram concedidos aos nativos americanos, afro-americanos, asiático-americanos e aos latinos.
Aos estadunidenses europeus (especialmente aos WASP) foram concedidos privilégios exclusivos em matéria de educação, imigração, direito ao voto, cidadania, aquisição de terra e processo penal por um longo período de tempo, estendendo-se desde o século XVII até a década de 1960. No entanto, imigrantes europeus que não eram protestantes, especialmente irlandeses, poloneses e italianos, mas também em menor número eslavos, húngaros e franceses, também sofriam ataques xenófobos e discriminação ou exclusão étnica na sociedade estadunidense, além de não serem considerados totalmente brancos.
Além disso, grupos do Oriente Médio, como judeus e árabes, enfrentaram contínua discriminação nos Estados Unidos e, como resultado disto, algumas pessoas pertencentes a esses grupos não se identificam como brancos. Pessoas do Sudeste Asiático e do Leste da Ásia, da mesma forma enfrentaram o racismo no país.
Entre as principais instituições racial e etnicamente estruturadas estavam a escravidão, as guerras indígenas, as reservas indígenas, a segregação, escolas residenciais para os nativos Americanos e campos de internamento.
A discriminação racial formal foi praticamente banida em meados do século XX e passou a ser percebida como socialmente inaceitável e/ou moralmente repugnante. No entanto, as políticas raciais continuam sendo um fenômeno de grandes proporções, e o racismo continua a ser refletido na desigualdade social, desigualdade econômica, na estratificação racial do mercado de trabalho, na habitação, na educação, em empréstimos e no governo.
Na visão das Rede de Direitos Humanos dos Estados Unidos, uma rede de dezenas de organizações de direitos humanos  e direitos civis do país, "a discriminação permeia todos os aspectos da vida nos Estados Unidos e se estende a todas as comunidades de cor".
Embora a natureza das opiniões defendidas pelos estadunidense médios tenha mudado muito ao longo das últimas décadas, pesquisas feitas por organizações como ABC News descobriram que, até recentemente, grande parte dos habitantes do país admitiam pontos de vista discriminatórios; por exemplo, um artigo de 2007 feito pela ABC afirmou que cerca de um em cada dez estadunidenses confessaram preconceitos contra hispano-americanos e cerca de um em cada quatro deles o fizeram em relação a árabe-americanos. Os Estados Unidos apesar de toda a sua história de racismo, foram o primeiro país a organizar um tribunal condenando o racismo.